# Oxypoda alternans
Oxypoda alternans es una especie de escarabajo del género Oxypoda, familia Staphylinidae. Fue descrita científicamente por Gravenhorst en 1802.
Se distribuye por Suiza, Noruega, Reino Unido, Finlandia, Austria, Alemania, Francia, Italia, Luxemburgo, Polonia, Estonia, Ucrania, Países Bajos, Bélgica, Armenia, Rusia, Bielorrusia, Dinamarca y Eslovaquia. Mide 3-3,8 milímetros de longitud.